# Liste des communes des Yvelines
Pour les autres listes de communes françaises, voir Listes des communes de France.
| - Les Yvelines en France métropolitaine. - Carte des communes des Yvelines. |

Cette page liste les 259 communes du département français des Yvelines au 1er janvier 2025.

## Historique
Les Yvelines est un département créé par la loi du 10 juillet 1964 par démembrement de l'ancien département de Seine-et-Oise.
Le 1er janvier 2019, les communes de Jeufosse et Port-Villez fusionnent pour former la commune nouvelle de Notre-Dame-de-la-Mer, les communes de Saint-Germain-en-Laye et Fourqueux fusionnent pour former la commune nouvelle de Saint-Germain-en-Laye et les communes du Chesnay et Rocquencourt fusionnent pour former la commune nouvelle Le Chesnay-Rocquencourt.

## Liste des communes
Le tableau suivant donne la liste des communes au 1er janvier 2025, en précisant leur code Insee, leur code postal principal, leur arrondissement, leur canton, leur intercommunalité, leur superficie, leur population et leur densité, d'après les chiffres de l'Insee issus du recensement 2022,.
| Nom                          | Code Insee | Code postal | Arrondissement        | Canton                    | Intercommunalité                   | Superficie (km2) | Population (dernière pop. légale) | Densité (hab./km2) | Modifier                                    |
| ---------------------------- | ---------- | ----------- | --------------------- | ------------------------- | ---------------------------------- | ---------------- | --------------------------------- | ------------------ | ------------------------------------------- |
| Versailles (préfecture)      | 78646      | 78000       | Versailles            | Versailles-1 Versailles-2 | CA Versailles Grand Parc           | 26,20            | 83 918 (2022)                     | 3 203              | modifier les données · modifier les données |
| Ablis                        | 78003      | 78660       | Rambouillet           | Rambouillet               | CA Rambouillet Territoires         | 25,92            | 3 814 (2022)                      | 147                | modifier les données · modifier les données |
| Achères                      | 78005      | 78260       | Saint-Germain-en-Laye | Poissy                    | CU Grand Paris Seine et Oise       | 9,44             | 21 663 (2022)                     | 2 295              | modifier les données · modifier les données |
| Adainville                   | 78006      | 78113       | Mantes-la-Jolie       | Bonnières-sur-Seine       | CC du Pays Houdanais               | 10,16            | 647 (2022)                        | 64                 | modifier les données · modifier les données |
| Aigremont                    | 78007      | 78240       | Saint-Germain-en-Laye | Saint-Germain-en-Laye     | CA Saint Germain Boucles de Seine  | 3,00             | 1 082 (2022)                      | 361                | modifier les données · modifier les données |
| Allainville                  | 78009      | 78660       | Rambouillet           | Rambouillet               | CA Rambouillet Territoires         | 16,30            | 281 (2022)                        | 17                 | modifier les données · modifier les données |
| Les Alluets-le-Roi           | 78010      | 78580       | Saint-Germain-en-Laye | Verneuil-sur-Seine        | CU Grand Paris Seine et Oise       | 7,39             | 1 332 (2022)                      | 180                | modifier les données · modifier les données |
| Andelu                       | 78013      | 78770       | Saint-Germain-en-Laye | Aubergenville             | CC Gally Mauldre                   | 3,96             | 527 (2022)                        | 133                | modifier les données · modifier les données |
| Andrésy                      | 78015      | 78570       | Saint-Germain-en-Laye | Conflans-Sainte-Honorine  | CU Grand Paris Seine et Oise       | 6,91             | 13 663 (2022)                     | 1 977              | modifier les données · modifier les données |
| Arnouville-lès-Mantes        | 78020      | 78790       | Mantes-la-Jolie       | Bonnières-sur-Seine       | CU Grand Paris Seine et Oise       | 9,98             | 940 (2022)                        | 94                 | modifier les données · modifier les données |
| Aubergenville                | 78029      | 78410       | Mantes-la-Jolie       | Aubergenville             | CU Grand Paris Seine et Oise       | 8,83             | 12 540 (2022)                     | 1 420              | modifier les données · modifier les données |
| Auffargis                    | 78030      | 78610       | Rambouillet           | Rambouillet               | CA Rambouillet Territoires         | 17,14            | 1 967 (2022)                      | 115                | modifier les données · modifier les données |
| Auffreville-Brasseuil        | 78031      | 78930       | Mantes-la-Jolie       | Bonnières-sur-Seine       | CU Grand Paris Seine et Oise       | 2,37             | 669 (2022)                        | 282                | modifier les données · modifier les données |
| Aulnay-sur-Mauldre           | 78033      | 78126       | Mantes-la-Jolie       | Aubergenville             | CU Grand Paris Seine et Oise       | 2,23             | 1 159 (2022)                      | 520                | modifier les données · modifier les données |
| Auteuil                      | 78034      | 78770       | Rambouillet           | Aubergenville             | CC Cœur d'Yvelines                 | 4,40             | 1 005 (2022)                      | 228                | modifier les données · modifier les données |
| Autouillet                   | 78036      | 78770       | Rambouillet           | Aubergenville             | CC Cœur d'Yvelines                 | 4,93             | 655 (2022)                        | 133                | modifier les données · modifier les données |
| Bailly                       | 78043      | 78870       | Versailles            | Le Chesnay-Rocquencourt   | CA Versailles Grand Parc           | 6,53             | 3 690 (2022)                      | 565                | modifier les données · modifier les données |
| Bazainville                  | 78048      | 78550       | Mantes-la-Jolie       | Bonnières-sur-Seine       | CC du Pays Houdanais               | 12,03            | 1 456 (2022)                      | 121                | modifier les données · modifier les données |
| Bazemont                     | 78049      | 78580       | Saint-Germain-en-Laye | Aubergenville             | CC Gally Mauldre                   | 6,59             | 1 712 (2022)                      | 260                | modifier les données · modifier les données |
| Bazoches-sur-Guyonne         | 78050      | 78490       | Rambouillet           | Aubergenville             | CC Cœur d'Yvelines                 | 5,66             | 697 (2022)                        | 123                | modifier les données · modifier les données |
| Béhoust                      | 78053      | 78910       | Rambouillet           | Aubergenville             | CC Cœur d'Yvelines                 | 5,34             | 523 (2022)                        | 98                 | modifier les données · modifier les données |
| Bennecourt                   | 78057      | 78270       | Mantes-la-Jolie       | Bonnières-sur-Seine       | CC des Portes de l'Île-de-France   | 6,95             | 1 792 (2022)                      | 258                | modifier les données · modifier les données |
| Beynes                       | 78062      | 78650       | Rambouillet           | Plaisir                   | CC Cœur d'Yvelines                 | 18,56            | 7 635 (2022)                      | 411                | modifier les données · modifier les données |
| Blaru                        | 78068      | 78270       | Mantes-la-Jolie       | Bonnières-sur-Seine       | CC des Portes de l'Île-de-France   | 14,84            | 886 (2022)                        | 60                 | modifier les données · modifier les données |
| Boinville-en-Mantois         | 78070      | 78930       | Mantes-la-Jolie       | Bonnières-sur-Seine       | CU Grand Paris Seine et Oise       | 4,93             | 287 (2022)                        | 58                 | modifier les données · modifier les données |
| Boinville-le-Gaillard        | 78071      | 78660       | Rambouillet           | Rambouillet               | CA Rambouillet Territoires         | 12,52            | 601 (2022)                        | 48                 | modifier les données · modifier les données |
| Boinvilliers                 | 78072      | 78200       | Mantes-la-Jolie       | Bonnières-sur-Seine       | CC du Pays Houdanais               | 3,59             | 246 (2022)                        | 69                 | modifier les données · modifier les données |
| Bois-d'Arcy                  | 78073      | 78390       | Versailles            | Saint-Cyr-l'École         | CA Versailles Grand Parc           | 5,48             | 16 225 (2022)                     | 2 961              | modifier les données · modifier les données |
| Boissets                     | 78076      | 78910       | Mantes-la-Jolie       | Bonnières-sur-Seine       | CC du Pays Houdanais               | 3,90             | 291 (2022)                        | 75                 | modifier les données · modifier les données |
| La Boissière-École           | 78077      | 78125       | Rambouillet           | Rambouillet               | CA Rambouillet Territoires         | 25,06            | 748 (2022)                        | 30                 | modifier les données · modifier les données |
| Boissy-Mauvoisin             | 78082      | 78200       | Mantes-la-Jolie       | Bonnières-sur-Seine       | CC des Portes de l'Île-de-France   | 5,11             | 638 (2022)                        | 125                | modifier les données · modifier les données |
| Boissy-sans-Avoir            | 78084      | 78490       | Rambouillet           | Aubergenville             | CC Cœur d'Yvelines                 | 3,96             | 614 (2022)                        | 155                | modifier les données · modifier les données |
| Bonnelles                    | 78087      | 78830       | Rambouillet           | Rambouillet               | CA Rambouillet Territoires         | 10,84            | 2 211 (2022)                      | 204                | modifier les données · modifier les données |
| Bonnières-sur-Seine          | 78089      | 78270       | Mantes-la-Jolie       | Bonnières-sur-Seine       | CC des Portes de l'Île-de-France   | 7,66             | 5 077 (2022)                      | 663                | modifier les données · modifier les données |
| Bouafle                      | 78090      | 78410       | Mantes-la-Jolie       | Aubergenville             | CU Grand Paris Seine et Oise       | 6,92             | 2 222 (2022)                      | 321                | modifier les données · modifier les données |
| Bougival                     | 78092      | 78380       | Versailles            | Le Chesnay-Rocquencourt   | CA Versailles Grand Parc           | 2,76             | 9 083 (2022)                      | 3 291              | modifier les données · modifier les données |
| Bourdonné                    | 78096      | 78113       | Mantes-la-Jolie       | Bonnières-sur-Seine       | CC du Pays Houdanais               | 10,76            | 506 (2022)                        | 47                 | modifier les données · modifier les données |
| Breuil-Bois-Robert           | 78104      | 78930       | Mantes-la-Jolie       | Bonnières-sur-Seine       | CU Grand Paris Seine et Oise       | 3,75             | 764 (2022)                        | 204                | modifier les données · modifier les données |
| Bréval                       | 78107      | 78980       | Mantes-la-Jolie       | Bonnières-sur-Seine       | CC des Portes de l'Île-de-France   | 11,38            | 2 031 (2022)                      | 178                | modifier les données · modifier les données |
| Les Bréviaires               | 78108      | 78610       | Rambouillet           | Rambouillet               | CA Rambouillet Territoires         | 19,55            | 1 326 (2022)                      | 68                 | modifier les données · modifier les données |
| Brueil-en-Vexin              | 78113      | 78440       | Mantes-la-Jolie       | Limay                     | CU Grand Paris Seine et Oise       | 7,34             | 667 (2022)                        | 91                 | modifier les données · modifier les données |
| Buc                          | 78117      | 78530       | Versailles            | Versailles-2              | CA Versailles Grand Parc           | 8,07             | 5 868 (2022)                      | 727                | modifier les données · modifier les données |
| Buchelay                     | 78118      | 78200       | Mantes-la-Jolie       | Mantes-la-Jolie           | CU Grand Paris Seine et Oise       | 4,94             | 3 364 (2022)                      | 681                | modifier les données · modifier les données |
| Bullion                      | 78120      | 78830       | Rambouillet           | Rambouillet               | CA Rambouillet Territoires         | 20,90            | 1 915 (2022)                      | 92                 | modifier les données · modifier les données |
| Carrières-sous-Poissy        | 78123      | 78955       | Saint-Germain-en-Laye | Poissy                    | CU Grand Paris Seine et Oise       | 7,19             | 19 951 (2022)                     | 2 775              | modifier les données · modifier les données |
| Carrières-sur-Seine          | 78124      | 78420       | Saint-Germain-en-Laye | Houilles                  | CA Saint Germain Boucles de Seine  | 5,02             | 15 002 (2022)                     | 2 988              | modifier les données · modifier les données |
| La Celle-les-Bordes          | 78125      | 78720       | Rambouillet           | Rambouillet               | CA Rambouillet Territoires         | 22,60            | 832 (2022)                        | 37                 | modifier les données · modifier les données |
| La Celle-Saint-Cloud         | 78126      | 78170       | Versailles            | Le Chesnay-Rocquencourt   | CA Versailles Grand Parc           | 5,82             | 20 440 (2022)                     | 3 512              | modifier les données · modifier les données |
| Cernay-la-Ville              | 78128      | 78720       | Rambouillet           | Rambouillet               | CA Rambouillet Territoires         | 9,77             | 1 526 (2022)                      | 156                | modifier les données · modifier les données |
| Chambourcy                   | 78133      | 78240       | Saint-Germain-en-Laye | Saint-Germain-en-Laye     | CA Saint Germain Boucles de Seine  | 7,87             | 5 826 (2022)                      | 740                | modifier les données · modifier les données |
| Chanteloup-les-Vignes        | 78138      | 78570       | Saint-Germain-en-Laye | Conflans-Sainte-Honorine  | CU Grand Paris Seine et Oise       | 3,33             | 10 793 (2022)                     | 3 241              | modifier les données · modifier les données |
| Chapet                       | 78140      | 78130       | Mantes-la-Jolie       | Les Mureaux               | CU Grand Paris Seine et Oise       | 5,10             | 1 337 (2022)                      | 262                | modifier les données · modifier les données |
| Châteaufort                  | 78143      | 78117       | Versailles            | Maurepas                  | CA Versailles Grand Parc           | 4,88             | 1 540 (2022)                      | 316                | modifier les données · modifier les données |
| Chatou                       | 78146      | 78400       | Saint-Germain-en-Laye | Chatou                    | CA Saint Germain Boucles de Seine  | 5,08             | 30 054 (2022)                     | 5 916              | modifier les données · modifier les données |
| Chaufour-lès-Bonnières       | 78147      | 78270       | Mantes-la-Jolie       | Bonnières-sur-Seine       | CC des Portes de l'Île-de-France   | 3,02             | 454 (2022)                        | 150                | modifier les données · modifier les données |
| Chavenay                     | 78152      | 78450       | Saint-Germain-en-Laye | Saint-Cyr-l'École         | CC Gally Mauldre                   | 6,03             | 1 741 (2022)                      | 289                | modifier les données · modifier les données |
| Le Chesnay-Rocquencourt      | 78158      | 78150       | Versailles            | Le Chesnay-Rocquencourt   | CA Versailles Grand Parc           | 7,02             | 31 064 (2022)                     | 4 425              | modifier les données · modifier les données |
| Chevreuse                    | 78160      | 78460       | Rambouillet           | Maurepas                  | CC de la Haute Vallée de Chevreuse | 13,42            | 5 531 (2022)                      | 412                | modifier les données · modifier les données |
| Choisel                      | 78162      | 78460       | Rambouillet           | Maurepas                  | CC de la Haute Vallée de Chevreuse | 8,73             | 537 (2022)                        | 62                 | modifier les données · modifier les données |
| Civry-la-Forêt               | 78163      | 78910       | Mantes-la-Jolie       | Bonnières-sur-Seine       | CC du Pays Houdanais               | 9,40             | 369 (2022)                        | 39                 | modifier les données · modifier les données |
| Clairefontaine-en-Yvelines   | 78164      | 78120       | Rambouillet           | Rambouillet               | CA Rambouillet Territoires         | 17,22            | 851 (2022)                        | 49                 | modifier les données · modifier les données |
| Les Clayes-sous-Bois         | 78165      | 78340       | Versailles            | Plaisir                   | CA Saint-Quentin-en-Yvelines       | 6,11             | 16 940 (2022)                     | 2 773              | modifier les données · modifier les données |
| Coignières                   | 78168      | 78310       | Rambouillet           | Maurepas                  | CA Saint-Quentin-en-Yvelines       | 8,27             | 4 385 (2022)                      | 530                | modifier les données · modifier les données |
| Condé-sur-Vesgre             | 78171      | 78113       | Mantes-la-Jolie       | Bonnières-sur-Seine       | CC du Pays Houdanais               | 10,71            | 1 264 (2022)                      | 118                | modifier les données · modifier les données |
| Conflans-Sainte-Honorine     | 78172      | 78700       | Saint-Germain-en-Laye | Conflans-Sainte-Honorine  | CU Grand Paris Seine et Oise       | 9,90             | 36 306 (2022)                     | 3 667              | modifier les données · modifier les données |
| Courgent                     | 78185      | 78790       | Mantes-la-Jolie       | Bonnières-sur-Seine       | CC du Pays Houdanais               | 2,02             | 398 (2022)                        | 197                | modifier les données · modifier les données |
| Cravent                      | 78188      | 78270       | Mantes-la-Jolie       | Bonnières-sur-Seine       | CC des Portes de l'Île-de-France   | 6,13             | 436 (2022)                        | 71                 | modifier les données · modifier les données |
| Crespières                   | 78189      | 78121       | Saint-Germain-en-Laye | Verneuil-sur-Seine        | CC Gally Mauldre                   | 14,91            | 1 717 (2022)                      | 115                | modifier les données · modifier les données |
| Croissy-sur-Seine            | 78190      | 78290       | Saint-Germain-en-Laye | Chatou                    | CA Saint Germain Boucles de Seine  | 3,44             | 10 580 (2022)                     | 3 076              | modifier les données · modifier les données |
| Dammartin-en-Serve           | 78192      | 78111       | Mantes-la-Jolie       | Bonnières-sur-Seine       | CC du Pays Houdanais               | 13,98            | 1 417 (2022)                      | 101                | modifier les données · modifier les données |
| Dampierre-en-Yvelines        | 78193      | 78720       | Rambouillet           | Maurepas                  | CC de la Haute Vallée de Chevreuse | 11,17            | 1 003 (2022)                      | 90                 | modifier les données · modifier les données |
| Dannemarie                   | 78194      | 78550       | Mantes-la-Jolie       | Bonnières-sur-Seine       | CC du Pays Houdanais               | 3,44             | 226 (2022)                        | 66                 | modifier les données · modifier les données |
| Davron                       | 78196      | 78810       | Saint-Germain-en-Laye | Verneuil-sur-Seine        | CC Gally Mauldre                   | 5,95             | 282 (2022)                        | 47                 | modifier les données · modifier les données |
| Drocourt                     | 78202      | 78440       | Mantes-la-Jolie       | Limay                     | CU Grand Paris Seine et Oise       | 3,84             | 556 (2022)                        | 145                | modifier les données · modifier les données |
| Ecquevilly                   | 78206      | 78920       | Mantes-la-Jolie       | Les Mureaux               | CU Grand Paris Seine et Oise       | 11,27            | 4 090 (2022)                      | 363                | modifier les données · modifier les données |
| Élancourt                    | 78208      | 78990       | Rambouillet           | Trappes                   | CA Saint-Quentin-en-Yvelines       | 8,51             | 26 348 (2022)                     | 3 096              | modifier les données · modifier les données |
| Émancé                       | 78209      | 78125       | Rambouillet           | Rambouillet               | CA Rambouillet Territoires         | 11,99            | 882 (2022)                        | 74                 | modifier les données · modifier les données |
| Épône                        | 78217      | 78680       | Mantes-la-Jolie       | Limay                     | CU Grand Paris Seine et Oise       | 12,77            | 6 778 (2022)                      | 531                | modifier les données · modifier les données |
| Les Essarts-le-Roi           | 78220      | 78690       | Rambouillet           | Rambouillet               | CA Rambouillet Territoires         | 19,32            | 6 772 (2022)                      | 351                | modifier les données · modifier les données |
| L'Étang-la-Ville             | 78224      | 78620       | Saint-Germain-en-Laye | Saint-Germain-en-Laye     | CA Saint Germain Boucles de Seine  | 5,38             | 4 915 (2022)                      | 914                | modifier les données · modifier les données |
| Évecquemont                  | 78227      | 78740       | Mantes-la-Jolie       | Les Mureaux               | CU Grand Paris Seine et Oise       | 2,50             | 759 (2022)                        | 304                | modifier les données · modifier les données |
| La Falaise                   | 78230      | 78410       | Mantes-la-Jolie       | Limay                     | CU Grand Paris Seine et Oise       | 3,00             | 616 (2022)                        | 205                | modifier les données · modifier les données |
| Favrieux                     | 78231      | 78200       | Mantes-la-Jolie       | Bonnières-sur-Seine       | CU Grand Paris Seine et Oise       | 3,18             | 159 (2022)                        | 50                 | modifier les données · modifier les données |
| Feucherolles                 | 78233      | 78810       | Saint-Germain-en-Laye | Verneuil-sur-Seine        | CC Gally Mauldre                   | 12,85            | 3 038 (2022)                      | 236                | modifier les données · modifier les données |
| Flacourt                     | 78234      | 78200       | Mantes-la-Jolie       | Bonnières-sur-Seine       | CU Grand Paris Seine et Oise       | 4,31             | 185 (2022)                        | 43                 | modifier les données · modifier les données |
| Flexanville                  | 78236      | 78910       | Rambouillet           | Aubergenville             | CC Cœur d'Yvelines                 | 8,89             | 572 (2022)                        | 64                 | modifier les données · modifier les données |
| Flins-Neuve-Église           | 78237      | 78790       | Mantes-la-Jolie       | Bonnières-sur-Seine       | CC du Pays Houdanais               | 1,23             | 160 (2022)                        | 130                | modifier les données · modifier les données |
| Flins-sur-Seine              | 78238      | 78410       | Mantes-la-Jolie       | Aubergenville             | CU Grand Paris Seine et Oise       | 8,61             | 2 436 (2022)                      | 283                | modifier les données · modifier les données |
| Follainville-Dennemont       | 78239      | 78520       | Mantes-la-Jolie       | Limay                     | CU Grand Paris Seine et Oise       | 9,69             | 2 178 (2022)                      | 225                | modifier les données · modifier les données |
| Fontenay-le-Fleury           | 78242      | 78330       | Versailles            | Saint-Cyr-l'École         | CA Versailles Grand Parc           | 5,43             | 13 640 (2022)                     | 2 512              | modifier les données · modifier les données |
| Fontenay-Mauvoisin           | 78245      | 78200       | Mantes-la-Jolie       | Bonnières-sur-Seine       | CU Grand Paris Seine et Oise       | 3,31             | 449 (2022)                        | 136                | modifier les données · modifier les données |
| Fontenay-Saint-Père          | 78246      | 78440       | Mantes-la-Jolie       | Limay                     | CU Grand Paris Seine et Oise       | 13,06            | 955 (2022)                        | 73                 | modifier les données · modifier les données |
| Freneuse                     | 78255      | 78840       | Mantes-la-Jolie       | Bonnières-sur-Seine       | CC des Portes de l'Île-de-France   | 10,32            | 4 299 (2022)                      | 417                | modifier les données · modifier les données |
| Gaillon-sur-Montcient        | 78261      | 78250       | Mantes-la-Jolie       | Les Mureaux               | CU Grand Paris Seine et Oise       | 4,83             | 691 (2022)                        | 143                | modifier les données · modifier les données |
| Galluis                      | 78262      | 78490       | Rambouillet           | Aubergenville             | CC Cœur d'Yvelines                 | 4,53             | 1 281 (2022)                      | 283                | modifier les données · modifier les données |
| Gambais                      | 78263      | 78950       | Rambouillet           | Aubergenville             | CC Cœur d'Yvelines                 | 23,02            | 2 513 (2022)                      | 109                | modifier les données · modifier les données |
| Gambaiseuil                  | 78264      | 78490       | Rambouillet           | Rambouillet               | CA Rambouillet Territoires         | 18,92            | 65 (2022)                         | 3,4                | modifier les données · modifier les données |
| Garancières                  | 78265      | 78890       | Rambouillet           | Aubergenville             | CC Cœur d'Yvelines                 | 10,69            | 2 577 (2022)                      | 241                | modifier les données · modifier les données |
| Gargenville                  | 78267      | 78440       | Mantes-la-Jolie       | Limay                     | CU Grand Paris Seine et Oise       | 8,67             | 7 848 (2022)                      | 905                | modifier les données · modifier les données |
| Gazeran                      | 78269      | 78125       | Rambouillet           | Rambouillet               | CA Rambouillet Territoires         | 25,80            | 1 337 (2022)                      | 52                 | modifier les données · modifier les données |
| Gommecourt                   | 78276      | 78270       | Mantes-la-Jolie       | Bonnières-sur-Seine       | CC des Portes de l'Île-de-France   | 5,67             | 621 (2022)                        | 110                | modifier les données · modifier les données |
| Goupillières                 | 78278      | 78770       | Rambouillet           | Aubergenville             | CC Cœur d'Yvelines                 | 5,63             | 568 (2022)                        | 101                | modifier les données · modifier les données |
| Goussonville                 | 78281      | 78930       | Mantes-la-Jolie       | Bonnières-sur-Seine       | CU Grand Paris Seine et Oise       | 4,66             | 643 (2022)                        | 138                | modifier les données · modifier les données |
| Grandchamp                   | 78283      | 78113       | Mantes-la-Jolie       | Bonnières-sur-Seine       | CC du Pays Houdanais               | 6,05             | 302 (2022)                        | 50                 | modifier les données · modifier les données |
| Gressey                      | 78285      | 78550       | Mantes-la-Jolie       | Bonnières-sur-Seine       | CC du Pays Houdanais               | 7,11             | 539 (2022)                        | 76                 | modifier les données · modifier les données |
| Grosrouvre                   | 78289      | 78490       | Rambouillet           | Aubergenville             | CC Cœur d'Yvelines                 | 12,43            | 901 (2022)                        | 72                 | modifier les données · modifier les données |
| Guernes                      | 78290      | 78520       | Mantes-la-Jolie       | Limay                     | CU Grand Paris Seine et Oise       | 8,54             | 1 085 (2022)                      | 127                | modifier les données · modifier les données |
| Guerville                    | 78291      | 78930       | Mantes-la-Jolie       | Bonnières-sur-Seine       | CU Grand Paris Seine et Oise       | 9,98             | 2 088 (2022)                      | 209                | modifier les données · modifier les données |
| Guitrancourt                 | 78296      | 78440       | Mantes-la-Jolie       | Limay                     | CU Grand Paris Seine et Oise       | 7,32             | 642 (2022)                        | 88                 | modifier les données · modifier les données |
| Guyancourt                   | 78297      | 78280       | Versailles            | Montigny-le-Bretonneux    | CA Saint-Quentin-en-Yvelines       | 13,00            | 29 758 (2022)                     | 2 289              | modifier les données · modifier les données |
| Hardricourt                  | 78299      | 78250       | Mantes-la-Jolie       | Les Mureaux               | CU Grand Paris Seine et Oise       | 3,28             | 2 498 (2022)                      | 762                | modifier les données · modifier les données |
| Hargeville                   | 78300      | 78790       | Mantes-la-Jolie       | Bonnières-sur-Seine       | CU Grand Paris Seine et Oise       | 7,08             | 424 (2022)                        | 60                 | modifier les données · modifier les données |
| La Hauteville                | 78302      | 78113       | Mantes-la-Jolie       | Bonnières-sur-Seine       | CC du Pays Houdanais               | 4,86             | 165 (2022)                        | 34                 | modifier les données · modifier les données |
| Herbeville                   | 78305      | 78580       | Saint-Germain-en-Laye | Aubergenville             | CC Gally Mauldre                   | 6,40             | 232 (2022)                        | 36                 | modifier les données · modifier les données |
| Hermeray                     | 78307      | 78125       | Rambouillet           | Rambouillet               | CA Rambouillet Territoires         | 18,07            | 958 (2022)                        | 53                 | modifier les données · modifier les données |
| Houdan                       | 78310      | 78550       | Mantes-la-Jolie       | Bonnières-sur-Seine       | CC du Pays Houdanais               | 10,39            | 3 716 (2022)                      | 358                | modifier les données · modifier les données |
| Houilles                     | 78311      | 78800       | Saint-Germain-en-Laye | Houilles                  | CA Saint Germain Boucles de Seine  | 4,43             | 33 617 (2022)                     | 7 588              | modifier les données · modifier les données |
| Issou                        | 78314      | 78440       | Mantes-la-Jolie       | Limay                     | CU Grand Paris Seine et Oise       | 4,80             | 3 858 (2022)                      | 804                | modifier les données · modifier les données |
| Jambville                    | 78317      | 78440       | Mantes-la-Jolie       | Limay                     | CU Grand Paris Seine et Oise       | 4,81             | 777 (2022)                        | 162                | modifier les données · modifier les données |
| Jouars-Pontchartrain         | 78321      | 78760       | Rambouillet           | Aubergenville             | CC Cœur d'Yvelines                 | 9,65             | 5 965 (2022)                      | 618                | modifier les données · modifier les données |
| Jouy-en-Josas                | 78322      | 78350       | Versailles            | Versailles-2              | CA Versailles Grand Parc           | 10,12            | 7 985 (2022)                      | 789                | modifier les données · modifier les données |
| Jouy-Mauvoisin               | 78324      | 78200       | Mantes-la-Jolie       | Bonnières-sur-Seine       | CU Grand Paris Seine et Oise       | 2,82             | 564 (2022)                        | 200                | modifier les données · modifier les données |
| Jumeauville                  | 78325      | 78580       | Mantes-la-Jolie       | Bonnières-sur-Seine       | CU Grand Paris Seine et Oise       | 7,77             | 624 (2022)                        | 80                 | modifier les données · modifier les données |
| Juziers                      | 78327      | 78820       | Mantes-la-Jolie       | Limay                     | CU Grand Paris Seine et Oise       | 9,88             | 4 040 (2022)                      | 409                | modifier les données · modifier les données |
| Lainville-en-Vexin           | 78329      | 78440       | Mantes-la-Jolie       | Limay                     | CU Grand Paris Seine et Oise       | 7,67             | 807 (2022)                        | 105                | modifier les données · modifier les données |
| Lévis-Saint-Nom              | 78334      | 78320       | Rambouillet           | Maurepas                  | CC de la Haute Vallée de Chevreuse | 8,25             | 1 610 (2022)                      | 195                | modifier les données · modifier les données |
| Limay                        | 78335      | 78520       | Mantes-la-Jolie       | Limay                     | CU Grand Paris Seine et Oise       | 11,48            | 17 584 (2022)                     | 1 532              | modifier les données · modifier les données |
| Limetz-Villez                | 78337      | 78270       | Mantes-la-Jolie       | Bonnières-sur-Seine       | CC des Portes de l'Île-de-France   | 9,35             | 2 067 (2022)                      | 221                | modifier les données · modifier les données |
| Les Loges-en-Josas           | 78343      | 78350       | Versailles            | Versailles-2              | CA Versailles Grand Parc           | 2,48             | 1 655 (2022)                      | 667                | modifier les données · modifier les données |
| Lommoye                      | 78344      | 78270       | Mantes-la-Jolie       | Bonnières-sur-Seine       | CC des Portes de l'Île-de-France   | 9,38             | 643 (2022)                        | 69                 | modifier les données · modifier les données |
| Longnes                      | 78346      | 78980       | Mantes-la-Jolie       | Bonnières-sur-Seine       | CC du Pays Houdanais               | 13,76            | 1 582 (2022)                      | 115                | modifier les données · modifier les données |
| Longvilliers                 | 78349      | 78730       | Rambouillet           | Rambouillet               | CA Rambouillet Territoires         | 13,91            | 498 (2022)                        | 36                 | modifier les données · modifier les données |
| Louveciennes                 | 78350      | 78430       | Saint-Germain-en-Laye | Le Chesnay-Rocquencourt   | CA Saint Germain Boucles de Seine  | 5,37             | 7 744 (2022)                      | 1 442              | modifier les données · modifier les données |
| Magnanville                  | 78354      | 78200       | Mantes-la-Jolie       | Mantes-la-Jolie           | CU Grand Paris Seine et Oise       | 4,26             | 6 389 (2022)                      | 1 500              | modifier les données · modifier les données |
| Magny-les-Hameaux            | 78356      | 78114       | Rambouillet           | Maurepas                  | CA Saint-Quentin-en-Yvelines       | 16,64            | 9 353 (2022)                      | 562                | modifier les données · modifier les données |
| Maisons-Laffitte             | 78358      | 78600       | Saint-Germain-en-Laye | Sartrouville              | CA Saint Germain Boucles de Seine  | 6,75             | 22 855 (2022)                     | 3 386              | modifier les données · modifier les données |
| Mantes-la-Jolie              | 78361      | 78200       | Mantes-la-Jolie       | Mantes-la-Jolie           | CU Grand Paris Seine et Oise       | 9,38             | 44 246 (2022)                     | 4 717              | modifier les données · modifier les données |
| Mantes-la-Ville              | 78362      | 78711       | Mantes-la-Jolie       | Mantes-la-Jolie           | CU Grand Paris Seine et Oise       | 6,06             | 21 874 (2022)                     | 3 610              | modifier les données · modifier les données |
| Marcq                        | 78364      | 78770       | Rambouillet           | Aubergenville             | CC Cœur d'Yvelines                 | 4,72             | 790 (2022)                        | 167                | modifier les données · modifier les données |
| Mareil-le-Guyon              | 78366      | 78490       | Rambouillet           | Aubergenville             | CC Cœur d'Yvelines                 | 4,00             | 413 (2022)                        | 103                | modifier les données · modifier les données |
| Mareil-Marly                 | 78367      | 78750       | Saint-Germain-en-Laye | Saint-Germain-en-Laye     | CA Saint Germain Boucles de Seine  | 1,77             | 3 984 (2022)                      | 2 251              | modifier les données · modifier les données |
| Mareil-sur-Mauldre           | 78368      | 78124       | Saint-Germain-en-Laye | Aubergenville             | CC Gally Mauldre                   | 4,33             | 1 743 (2022)                      | 403                | modifier les données · modifier les données |
| Marly-le-Roi                 | 78372      | 78160       | Saint-Germain-en-Laye | Chatou                    | CA Saint Germain Boucles de Seine  | 6,54             | 16 619 (2022)                     | 2 541              | modifier les données · modifier les données |
| Maule                        | 78380      | 78580       | Saint-Germain-en-Laye | Aubergenville             | CC Gally Mauldre                   | 17,30            | 6 100 (2022)                      | 353                | modifier les données · modifier les données |
| Maulette                     | 78381      | 78550       | Mantes-la-Jolie       | Bonnières-sur-Seine       | CC du Pays Houdanais               | 7,89             | 1 054 (2022)                      | 134                | modifier les données · modifier les données |
| Maurecourt                   | 78382      | 78780       | Saint-Germain-en-Laye | Conflans-Sainte-Honorine  | CA de Cergy-Pontoise               | 3,65             | 4 399 (2022)                      | 1 205              | modifier les données · modifier les données |
| Maurepas                     | 78383      | 78310       | Rambouillet           | Maurepas                  | CA Saint-Quentin-en-Yvelines       | 8,32             | 19 960 (2022)                     | 2 399              | modifier les données · modifier les données |
| Médan                        | 78384      | 78670       | Saint-Germain-en-Laye | Verneuil-sur-Seine        | CU Grand Paris Seine et Oise       | 2,85             | 1 305 (2022)                      | 458                | modifier les données · modifier les données |
| Ménerville                   | 78385      | 78200       | Mantes-la-Jolie       | Bonnières-sur-Seine       | CC des Portes de l'Île-de-France   | 3,51             | 218 (2022)                        | 62                 | modifier les données · modifier les données |
| Méré                         | 78389      | 78490       | Rambouillet           | Aubergenville             | CC Cœur d'Yvelines                 | 10,31            | 1 695 (2022)                      | 164                | modifier les données · modifier les données |
| Méricourt                    | 78391      | 78270       | Mantes-la-Jolie       | Bonnières-sur-Seine       | CU Grand Paris Seine et Oise       | 2,15             | 378 (2022)                        | 176                | modifier les données · modifier les données |
| Le Mesnil-le-Roi             | 78396      | 78600       | Saint-Germain-en-Laye | Sartrouville              | CA Saint Germain Boucles de Seine  | 3,25             | 6 340 (2022)                      | 1 951              | modifier les données · modifier les données |
| Le Mesnil-Saint-Denis        | 78397      | 78320       | Rambouillet           | Maurepas                  | CC de la Haute Vallée de Chevreuse | 8,95             | 7 103 (2022)                      | 794                | modifier les données · modifier les données |
| Les Mesnuls                  | 78398      | 78490       | Rambouillet           | Aubergenville             | CC Cœur d'Yvelines                 | 6,49             | 893 (2022)                        | 138                | modifier les données · modifier les données |
| Meulan-en-Yvelines           | 78401      | 78250       | Mantes-la-Jolie       | Les Mureaux               | CU Grand Paris Seine et Oise       | 3,46             | 8 996 (2022)                      | 2 600              | modifier les données · modifier les données |
| Mézières-sur-Seine           | 78402      | 78970       | Mantes-la-Jolie       | Limay                     | CU Grand Paris Seine et Oise       | 10,42            | 3 874 (2022)                      | 372                | modifier les données · modifier les données |
| Mézy-sur-Seine               | 78403      | 78250       | Mantes-la-Jolie       | Les Mureaux               | CU Grand Paris Seine et Oise       | 4,76             | 2 261 (2022)                      | 475                | modifier les données · modifier les données |
| Millemont                    | 78404      | 78940       | Rambouillet           | Aubergenville             | CC Cœur d'Yvelines                 | 5,78             | 278 (2022)                        | 48                 | modifier les données · modifier les données |
| Milon-la-Chapelle            | 78406      | 78470       | Rambouillet           | Maurepas                  | CC de la Haute Vallée de Chevreuse | 3,06             | 292 (2022)                        | 95                 | modifier les données · modifier les données |
| Mittainville                 | 78407      | 78125       | Rambouillet           | Rambouillet               | CA Rambouillet Territoires         | 10,51            | 650 (2022)                        | 62                 | modifier les données · modifier les données |
| Moisson                      | 78410      | 78840       | Mantes-la-Jolie       | Bonnières-sur-Seine       | CC des Portes de l'Île-de-France   | 9,70             | 913 (2022)                        | 94                 | modifier les données · modifier les données |
| Mondreville                  | 78413      | 78980       | Mantes-la-Jolie       | Bonnières-sur-Seine       | CC du Pays Houdanais               | 4,40             | 390 (2022)                        | 89                 | modifier les données · modifier les données |
| Montainville                 | 78415      | 78124       | Saint-Germain-en-Laye | Aubergenville             | CC Gally Mauldre                   | 4,79             | 560 (2022)                        | 117                | modifier les données · modifier les données |
| Montalet-le-Bois             | 78416      | 78440       | Mantes-la-Jolie       | Limay                     | CU Grand Paris Seine et Oise       | 3,01             | 321 (2022)                        | 107                | modifier les données · modifier les données |
| Montchauvet                  | 78417      | 78790       | Mantes-la-Jolie       | Bonnières-sur-Seine       | CC du Pays Houdanais               | 7,98             | 285 (2022)                        | 36                 | modifier les données · modifier les données |
| Montesson                    | 78418      | 78360       | Saint-Germain-en-Laye | Houilles                  | CA Saint Germain Boucles de Seine  | 7,36             | 14 606 (2022)                     | 1 985              | modifier les données · modifier les données |
| Montfort-l'Amaury            | 78420      | 78490       | Rambouillet           | Aubergenville             | CC Cœur d'Yvelines                 | 5,71             | 2 790 (2022)                      | 489                | modifier les données · modifier les données |
| Montigny-le-Bretonneux       | 78423      | 78180       | Versailles            | Montigny-le-Bretonneux    | CA Saint-Quentin-en-Yvelines       | 11,65            | 32 150 (2022)                     | 2 760              | modifier les données · modifier les données |
| Morainvilliers               | 78431      | 78630       | Saint-Germain-en-Laye | Verneuil-sur-Seine        | CU Grand Paris Seine et Oise       | 7,24             | 3 102 (2022)                      | 428                | modifier les données · modifier les données |
| Mousseaux-sur-Seine          | 78437      | 78270       | Mantes-la-Jolie       | Bonnières-sur-Seine       | CU Grand Paris Seine et Oise       | 7,20             | 680 (2022)                        | 94                 | modifier les données · modifier les données |
| Mulcent                      | 78439      | 78790       | Mantes-la-Jolie       | Bonnières-sur-Seine       | CC du Pays Houdanais               | 3,54             | 117 (2022)                        | 33                 | modifier les données · modifier les données |
| Les Mureaux                  | 78440      | 78130       | Mantes-la-Jolie       | Les Mureaux               | CU Grand Paris Seine et Oise       | 11,99            | 34 151 (2022)                     | 2 848              | modifier les données · modifier les données |
| Neauphle-le-Château          | 78442      | 78640       | Rambouillet           | Aubergenville             | CC Cœur d'Yvelines                 | 2,15             | 3 295 (2022)                      | 1 533              | modifier les données · modifier les données |
| Neauphle-le-Vieux            | 78443      | 78640       | Rambouillet           | Aubergenville             | CC Cœur d'Yvelines                 | 7,52             | 924 (2022)                        | 123                | modifier les données · modifier les données |
| Neauphlette                  | 78444      | 78980       | Mantes-la-Jolie       | Bonnières-sur-Seine       | CC des Portes de l'Île-de-France   | 9,72             | 872 (2022)                        | 90                 | modifier les données · modifier les données |
| Nézel                        | 78451      | 78410       | Mantes-la-Jolie       | Aubergenville             | CU Grand Paris Seine et Oise       | 1,31             | 1 111 (2022)                      | 848                | modifier les données · modifier les données |
| Noisy-le-Roi                 | 78455      | 78590       | Versailles            | Verneuil-sur-Seine        | CA Versailles Grand Parc           | 5,43             | 7 597 (2022)                      | 1 399              | modifier les données · modifier les données |
| Notre-Dame-de-la-Mer         | 78320      | 78270       | Mantes-la-Jolie       | Bonnières-sur-Seine       | CC des Portes de l'Île-de-France   | 8,92             | 734 (2022)                        | 82                 | modifier les données · modifier les données |
| Oinville-sur-Montcient       | 78460      | 78250       | Mantes-la-Jolie       | Limay                     | CU Grand Paris Seine et Oise       | 3,87             | 1 113 (2022)                      | 288                | modifier les données · modifier les données |
| Orcemont                     | 78464      | 78125       | Rambouillet           | Rambouillet               | CA Rambouillet Territoires         | 10,49            | 983 (2022)                        | 94                 | modifier les données · modifier les données |
| Orgerus                      | 78465      | 78910       | Mantes-la-Jolie       | Bonnières-sur-Seine       | CC du Pays Houdanais               | 14,34            | 2 484 (2022)                      | 173                | modifier les données · modifier les données |
| Orgeval                      | 78466      | 78630       | Saint-Germain-en-Laye | Verneuil-sur-Seine        | CU Grand Paris Seine et Oise       | 15,33            | 7 092 (2022)                      | 463                | modifier les données · modifier les données |
| Orphin                       | 78470      | 78125       | Rambouillet           | Rambouillet               | CA Rambouillet Territoires         | 16,50            | 879 (2022)                        | 53                 | modifier les données · modifier les données |
| Orsonville                   | 78472      | 78660       | Rambouillet           | Rambouillet               | CA Rambouillet Territoires         | 9,61             | 325 (2022)                        | 34                 | modifier les données · modifier les données |
| Orvilliers                   | 78474      | 78910       | Mantes-la-Jolie       | Bonnières-sur-Seine       | CC du Pays Houdanais               | 5,94             | 935 (2022)                        | 157                | modifier les données · modifier les données |
| Osmoy                        | 78475      | 78910       | Mantes-la-Jolie       | Bonnières-sur-Seine       | CC du Pays Houdanais               | 2,59             | 407 (2022)                        | 157                | modifier les données · modifier les données |
| Paray-Douaville              | 78478      | 78660       | Rambouillet           | Rambouillet               | CA Rambouillet Territoires         | 10,28            | 216 (2022)                        | 21                 | modifier les données · modifier les données |
| Le Pecq                      | 78481      | 78230       | Saint-Germain-en-Laye | Saint-Germain-en-Laye     | CA Saint Germain Boucles de Seine  | 2,84             | 15 858 (2022)                     | 5 584              | modifier les données · modifier les données |
| Perdreauville                | 78484      | 78200       | Mantes-la-Jolie       | Bonnières-sur-Seine       | CU Grand Paris Seine et Oise       | 11,18            | 669 (2022)                        | 60                 | modifier les données · modifier les données |
| Le Perray-en-Yvelines        | 78486      | 78610       | Rambouillet           | Rambouillet               | CA Rambouillet Territoires         | 13,47            | 6 515 (2022)                      | 484                | modifier les données · modifier les données |
| Plaisir                      | 78490      | 78370       | Versailles            | Plaisir                   | CA Saint-Quentin-en-Yvelines       | 18,68            | 31 971 (2022)                     | 1 712              | modifier les données · modifier les données |
| Poigny-la-Forêt              | 78497      | 78125       | Rambouillet           | Rambouillet               | CA Rambouillet Territoires         | 23,27            | 930 (2022)                        | 40                 | modifier les données · modifier les données |
| Poissy                       | 78498      | 78300       | Saint-Germain-en-Laye | Poissy                    | CU Grand Paris Seine et Oise       | 13,28            | 40 792 (2022)                     | 3 072              | modifier les données · modifier les données |
| Ponthévrard                  | 78499      | 78730       | Rambouillet           | Rambouillet               | CA Rambouillet Territoires         | 2,57             | 700 (2022)                        | 272                | modifier les données · modifier les données |
| Porcheville                  | 78501      | 78440       | Mantes-la-Jolie       | Limay                     | CU Grand Paris Seine et Oise       | 4,62             | 3 167 (2022)                      | 685                | modifier les données · modifier les données |
| Le Port-Marly                | 78502      | 78560       | Saint-Germain-en-Laye | Chatou                    | CA Saint Germain Boucles de Seine  | 1,44             | 5 583 (2022)                      | 3 877              | modifier les données · modifier les données |
| Prunay-en-Yvelines           | 78506      | 78660       | Rambouillet           | Rambouillet               | CA Rambouillet Territoires         | 26,95            | 820 (2022)                        | 30                 | modifier les données · modifier les données |
| Prunay-le-Temple             | 78505      | 78910       | Mantes-la-Jolie       | Bonnières-sur-Seine       | CC du Pays Houdanais               | 6,77             | 410 (2022)                        | 61                 | modifier les données · modifier les données |
| La Queue-les-Yvelines        | 78513      | 78940       | Rambouillet           | Aubergenville             | CC Cœur d'Yvelines                 | 5,77             | 2 505 (2022)                      | 434                | modifier les données · modifier les données |
| Raizeux                      | 78516      | 78125       | Rambouillet           | Rambouillet               | CA Rambouillet Territoires         | 10,25            | 990 (2022)                        | 97                 | modifier les données · modifier les données |
| Rambouillet                  | 78517      | 78120       | Rambouillet           | Rambouillet               | CA Rambouillet Territoires         | 35,19            | 27 145 (2022)                     | 771                | modifier les données · modifier les données |
| Rennemoulin                  | 78518      | 78590       | Versailles            | Saint-Cyr-l'École         | CA Versailles Grand Parc           | 2,22             | 107 (2022)                        | 48                 | modifier les données · modifier les données |
| Richebourg                   | 78520      | 78550       | Mantes-la-Jolie       | Bonnières-sur-Seine       | CC du Pays Houdanais               | 10,55            | 1 571 (2022)                      | 149                | modifier les données · modifier les données |
| Rochefort-en-Yvelines        | 78522      | 78730       | Rambouillet           | Rambouillet               | CA Rambouillet Territoires         | 12,59            | 897 (2022)                        | 71                 | modifier les données · modifier les données |
| Rolleboise                   | 78528      | 78270       | Mantes-la-Jolie       | Bonnières-sur-Seine       | CU Grand Paris Seine et Oise       | 2,96             | 351 (2022)                        | 119                | modifier les données · modifier les données |
| Rosay                        | 78530      | 78790       | Mantes-la-Jolie       | Bonnières-sur-Seine       | CC du Pays Houdanais               | 4,54             | 386 (2022)                        | 85                 | modifier les données · modifier les données |
| Rosny-sur-Seine              | 78531      | 78710       | Mantes-la-Jolie       | Mantes-la-Jolie           | CU Grand Paris Seine et Oise       | 19,36            | 7 041 (2022)                      | 364                | modifier les données · modifier les données |
| Sailly                       | 78536      | 78440       | Mantes-la-Jolie       | Limay                     | CU Grand Paris Seine et Oise       | 5,45             | 335 (2022)                        | 61                 | modifier les données · modifier les données |
| Saint-Arnoult-en-Yvelines    | 78537      | 78730       | Rambouillet           | Rambouillet               | CA Rambouillet Territoires         | 12,55            | 5 854 (2022)                      | 466                | modifier les données · modifier les données |
| Saint-Cyr-l'École            | 78545      | 78210       | Versailles            | Saint-Cyr-l'École         | CA Versailles Grand Parc           | 5,01             | 20 451 (2022)                     | 4 082              | modifier les données · modifier les données |
| Saint-Forget                 | 78548      | 78720       | Rambouillet           | Maurepas                  | CC de la Haute Vallée de Chevreuse | 6,00             | 445 (2022)                        | 74                 | modifier les données · modifier les données |
| Saint-Germain-de-la-Grange   | 78550      | 78640       | Rambouillet           | Aubergenville             | CC Cœur d'Yvelines                 | 5,23             | 1 842 (2022)                      | 352                | modifier les données · modifier les données |
| Saint-Germain-en-Laye        | 78551      | 78100 78112 | Saint-Germain-en-Laye | Saint-Germain-en-Laye     | CA Saint Germain Boucles de Seine  | 51,94            | 45 286 (2022)                     | 872                | modifier les données · modifier les données |
| Saint-Hilarion               | 78557      | 78125       | Rambouillet           | Rambouillet               | CA Rambouillet Territoires         | 14,00            | 988 (2022)                        | 71                 | modifier les données · modifier les données |
| Saint-Illiers-la-Ville       | 78558      | 78980       | Mantes-la-Jolie       | Bonnières-sur-Seine       | CC des Portes de l'Île-de-France   | 6,48             | 356 (2022)                        | 55                 | modifier les données · modifier les données |
| Saint-Illiers-le-Bois        | 78559      | 78980       | Mantes-la-Jolie       | Bonnières-sur-Seine       | CC des Portes de l'Île-de-France   | 4,39             | 448 (2022)                        | 102                | modifier les données · modifier les données |
| Saint-Lambert                | 78561      | 78470       | Rambouillet           | Maurepas                  | CC de la Haute Vallée de Chevreuse | 6,61             | 448 (2022)                        | 68                 | modifier les données · modifier les données |
| Saint-Léger-en-Yvelines      | 78562      | 78610       | Rambouillet           | Rambouillet               | CA Rambouillet Territoires         | 34,52            | 1 462 (2022)                      | 42                 | modifier les données · modifier les données |
| Saint-Martin-de-Bréthencourt | 78564      | 78660       | Rambouillet           | Rambouillet               | CA Rambouillet Territoires         | 16,67            | 688 (2022)                        | 41                 | modifier les données · modifier les données |
| Saint-Martin-des-Champs      | 78565      | 78790       | Mantes-la-Jolie       | Bonnières-sur-Seine       | CC du Pays Houdanais               | 6,21             | 304 (2022)                        | 49                 | modifier les données · modifier les données |
| Saint-Martin-la-Garenne      | 78567      | 78520       | Mantes-la-Jolie       | Limay                     | CU Grand Paris Seine et Oise       | 15,75            | 947 (2022)                        | 60                 | modifier les données · modifier les données |
| Saint-Nom-la-Bretèche        | 78571      | 78860       | Saint-Germain-en-Laye | Verneuil-sur-Seine        | CC Gally Mauldre                   | 11,74            | 4 877 (2022)                      | 415                | modifier les données · modifier les données |
| Saint-Rémy-l'Honoré          | 78576      | 78690       | Rambouillet           | Aubergenville             | CC Cœur d'Yvelines                 | 10,15            | 1 689 (2022)                      | 166                | modifier les données · modifier les données |
| Saint-Rémy-lès-Chevreuse     | 78575      | 78470       | Rambouillet           | Maurepas                  | CC de la Haute Vallée de Chevreuse | 9,65             | 7 747 (2022)                      | 803                | modifier les données · modifier les données |
| Sainte-Mesme                 | 78569      | 78730       | Rambouillet           | Rambouillet               | CA Rambouillet Territoires         | 8,16             | 910 (2022)                        | 112                | modifier les données · modifier les données |
| Sartrouville                 | 78586      | 78500       | Saint-Germain-en-Laye | Sartrouville              | CA Saint Germain Boucles de Seine  | 8,46             | 51 570 (2022)                     | 6 096              | modifier les données · modifier les données |
| Saulx-Marchais               | 78588      | 78650       | Rambouillet           | Aubergenville             | CC Cœur d'Yvelines                 | 2,13             | 956 (2022)                        | 449                | modifier les données · modifier les données |
| Senlisse                     | 78590      | 78720       | Rambouillet           | Maurepas                  | CC de la Haute Vallée de Chevreuse | 7,90             | 509 (2022)                        | 64                 | modifier les données · modifier les données |
| Septeuil                     | 78591      | 78790       | Mantes-la-Jolie       | Bonnières-sur-Seine       | CC du Pays Houdanais               | 9,40             | 2 234 (2022)                      | 238                | modifier les données · modifier les données |
| Soindres                     | 78597      | 78200       | Mantes-la-Jolie       | Bonnières-sur-Seine       | CU Grand Paris Seine et Oise       | 5,19             | 731 (2022)                        | 141                | modifier les données · modifier les données |
| Sonchamp                     | 78601      | 78120       | Rambouillet           | Rambouillet               | CA Rambouillet Territoires         | 46,49            | 1 664 (2022)                      | 36                 | modifier les données · modifier les données |
| Tacoignières                 | 78605      | 78910       | Mantes-la-Jolie       | Bonnières-sur-Seine       | CC du Pays Houdanais               | 3,17             | 1 194 (2022)                      | 377                | modifier les données · modifier les données |
| Le Tartre-Gaudran            | 78606      | 78113       | Mantes-la-Jolie       | Bonnières-sur-Seine       | CC du Pays Houdanais               | 4,28             | 37 (2022)                         | 8,6                | modifier les données · modifier les données |
| Le Tertre-Saint-Denis        | 78608      | 78980       | Mantes-la-Jolie       | Bonnières-sur-Seine       | CU Grand Paris Seine et Oise       | 2,91             | 129 (2022)                        | 44                 | modifier les données · modifier les données |
| Tessancourt-sur-Aubette      | 78609      | 78250       | Mantes-la-Jolie       | Les Mureaux               | CU Grand Paris Seine et Oise       | 4,36             | 971 (2022)                        | 223                | modifier les données · modifier les données |
| Thiverval-Grignon            | 78615      | 78850       | Rambouillet           | Plaisir                   | CC Cœur d'Yvelines                 | 11,17            | 1 102 (2022)                      | 99                 | modifier les données · modifier les données |
| Thoiry                       | 78616      | 78770       | Rambouillet           | Aubergenville             | CC Cœur d'Yvelines                 | 7,09             | 1 432 (2022)                      | 202                | modifier les données · modifier les données |
| Tilly                        | 78618      | 78790       | Mantes-la-Jolie       | Bonnières-sur-Seine       | CC du Pays Houdanais               | 7,80             | 529 (2022)                        | 68                 | modifier les données · modifier les données |
| Toussus-le-Noble             | 78620      | 78117       | Versailles            | Maurepas                  | CA Versailles Grand Parc           | 4,02             | 1 176 (2022)                      | 293                | modifier les données · modifier les données |
| Trappes                      | 78621      | 78190       | Versailles            | Trappes                   | CA Saint-Quentin-en-Yvelines       | 13,47            | 34 276 (2022)                     | 2 545              | modifier les données · modifier les données |
| Le Tremblay-sur-Mauldre      | 78623      | 78490       | Rambouillet           | Aubergenville             | CC Cœur d'Yvelines                 | 6,03             | 956 (2022)                        | 159                | modifier les données · modifier les données |
| Triel-sur-Seine              | 78624      | 78510       | Saint-Germain-en-Laye | Verneuil-sur-Seine        | CU Grand Paris Seine et Oise       | 13,58            | 12 386 (2022)                     | 912                | modifier les données · modifier les données |
| Vaux-sur-Seine               | 78638      | 78740       | Mantes-la-Jolie       | Les Mureaux               | CU Grand Paris Seine et Oise       | 8,45             | 5 143 (2022)                      | 609                | modifier les données · modifier les données |
| Vélizy-Villacoublay          | 78640      | 78140       | Versailles            | Versailles-2              | CA Versailles Grand Parc           | 8,93             | 22 481 (2022)                     | 2 517              | modifier les données · modifier les données |
| Verneuil-sur-Seine           | 78642      | 78480       | Saint-Germain-en-Laye | Verneuil-sur-Seine        | CU Grand Paris Seine et Oise       | 9,43             | 16 112 (2022)                     | 1 709              | modifier les données · modifier les données |
| Vernouillet                  | 78643      | 78540       | Saint-Germain-en-Laye | Verneuil-sur-Seine        | CU Grand Paris Seine et Oise       | 6,48             | 9 953 (2022)                      | 1 536              | modifier les données · modifier les données |
| La Verrière                  | 78644      | 78320       | Rambouillet           | Trappes                   | CA Saint-Quentin-en-Yvelines       | 1,77             | 6 142 (2022)                      | 3 470              | modifier les données · modifier les données |
| Vert                         | 78647      | 78930       | Mantes-la-Jolie       | Bonnières-sur-Seine       | CU Grand Paris Seine et Oise       | 3,67             | 852 (2022)                        | 232                | modifier les données · modifier les données |
| Le Vésinet                   | 78650      | 78110       | Saint-Germain-en-Laye | Chatou                    | CA Saint Germain Boucles de Seine  | 5,00             | 15 712 (2022)                     | 3 142              | modifier les données · modifier les données |
| Vicq                         | 78653      | 78490       | Rambouillet           | Aubergenville             | CC Cœur d'Yvelines                 | 4,43             | 391 (2022)                        | 88                 | modifier les données · modifier les données |
| Vieille-Église-en-Yvelines   | 78655      | 78125       | Rambouillet           | Rambouillet               | CA Rambouillet Territoires         | 9,60             | 618 (2022)                        | 64                 | modifier les données · modifier les données |
| La Villeneuve-en-Chevrie     | 78668      | 78270       | Mantes-la-Jolie       | Bonnières-sur-Seine       | CC des Portes de l'Île-de-France   | 11,79            | 662 (2022)                        | 56                 | modifier les données · modifier les données |
| Villennes-sur-Seine          | 78672      | 78670       | Saint-Germain-en-Laye | Verneuil-sur-Seine        | CU Grand Paris Seine et Oise       | 5,08             | 5 792 (2022)                      | 1 140              | modifier les données · modifier les données |
| Villepreux                   | 78674      | 78450       | Versailles            | Saint-Cyr-l'École         | CA Saint-Quentin-en-Yvelines       | 10,40            | 11 568 (2022)                     | 1 112              | modifier les données · modifier les données |
| Villette                     | 78677      | 78930       | Mantes-la-Jolie       | Bonnières-sur-Seine       | CC du Pays Houdanais               | 4,63             | 537 (2022)                        | 116                | modifier les données · modifier les données |
| Villiers-le-Mahieu           | 78681      | 78770       | Rambouillet           | Aubergenville             | CC Cœur d'Yvelines                 | 6,77             | 872 (2022)                        | 129                | modifier les données · modifier les données |
| Villiers-Saint-Frédéric      | 78683      | 78640       | Rambouillet           | Aubergenville             | CC Cœur d'Yvelines                 | 5,06             | 3 231 (2022)                      | 639                | modifier les données · modifier les données |
| Viroflay                     | 78686      | 78220       | Versailles            | Versailles-2              | CA Versailles Grand Parc           | 3,49             | 16 943 (2022)                     | 4 855              | modifier les données · modifier les données |
| Voisins-le-Bretonneux        | 78688      | 78960       | Rambouillet           | Maurepas                  | CA Saint-Quentin-en-Yvelines       | 2,38             | 10 740 (2022)                     | 4 513              | modifier les données · modifier les données |
| Yvelines                     | 78         |             |                       |                           |                                    | 2 284,00         | 1 470 778 (2022)                  | 644                | modifier les données                        |